# Пшидвуж
Пшидвуж (пол. Przydwórz, нім. Schönfließ) — село в Польщі, у гміні Ринськ Вомбжезького повіту Куявсько-Поморського воєводства.
Населення — 207 осіб (2011).

## Демографія
Демографічна структура станом на 31 березня 2011 року:
|          | Загалом | Допрацездатний вік | Працездатний вік | Постпрацездатний вік |
| -------- | ------- | ------------------ | ---------------- | -------------------- |
| Чоловіки | 113     | 27                 | 75               | 11                   |
| Жінки    | 94      | 18                 | 57               | 19                   |
| Разом    | 207     | 45                 | 132              | 30                   |